# Jamu Mare

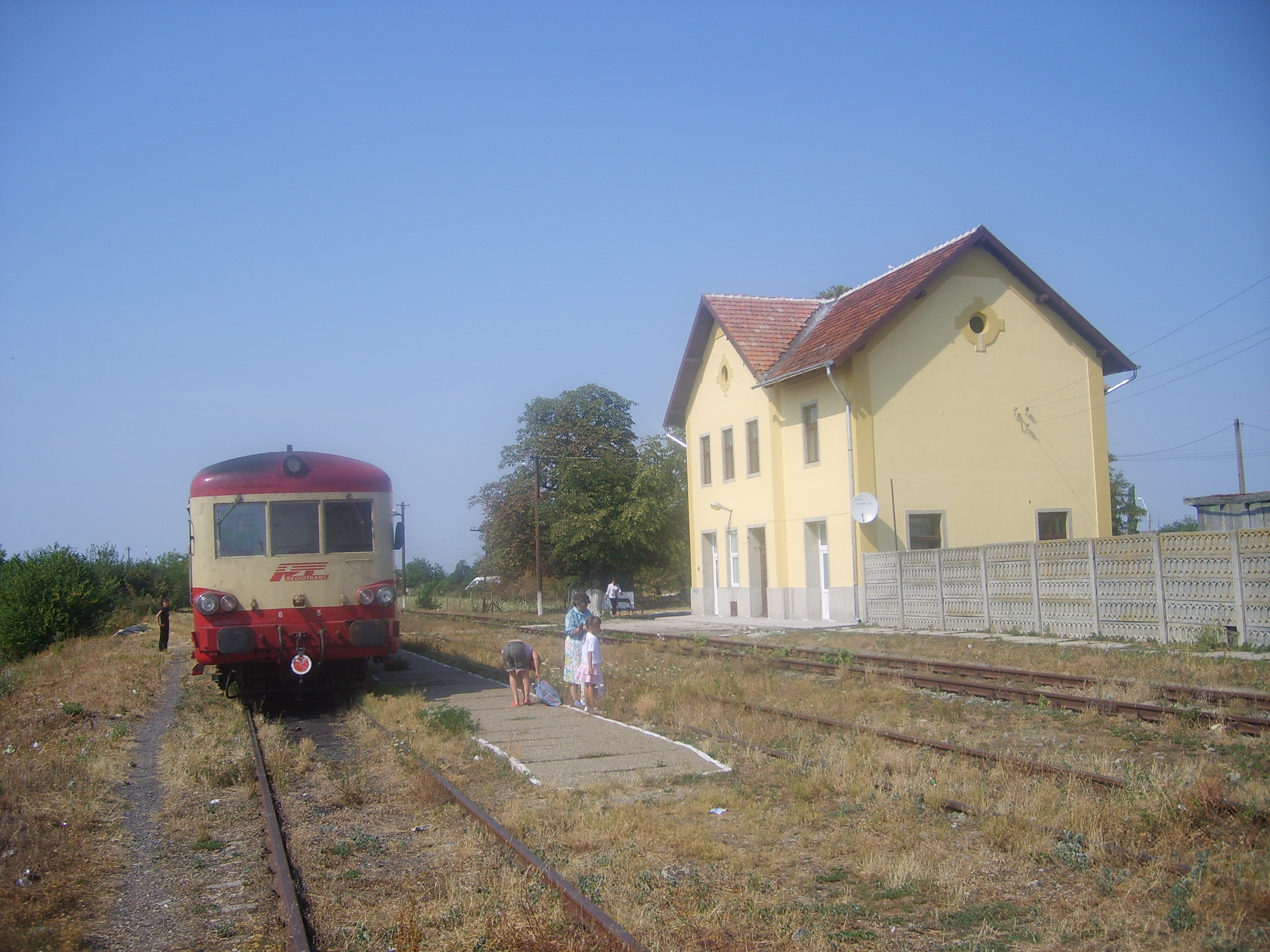
Station van Jamu Mare (2007)

Jamu Mare (Hongaars: Nagyzsám, Duits: Freudenthal of Gross-Scham) is een gemeente in het Roemeense district Timiș en ligt in de regio Banaat in het westen van Roemenië. De gemeente telt 3133 inwoners (2005).

## Geschiedenis
Door de overstromingen van 2005 werd er 1 gebouw aangetast binnen de gemeente.

## Geografie
De oppervlakte van Jamu Mare bedraagt 196,88 km², de bevolkingsdichtheid is 16 inwoners per km².
De gemeente bestaat uit de volgende dorpen: Jamu Mare, Lățunaș.

## Demografie
Van de 3324 inwoners in 2002 zijn 2894 Roemenen, 240 Hongaren, 63 Duitsers, 73 Roma's en 54 van andere etnische groepen.
Onderstaande figuur toont het verloop van het inwoneraantal vanaf 1880.

## Politiek
De burgemeester van Jamu Mare is Valeriu Filipiac (PNL).
Balinț · Banloc · Bara · Bârna · Beba Veche · Becicherecu Mic · Belinț · Bethausen · Biled · Birda · Bogda · Boldur · Brestovăț · Cărpiniș · Cenad · Cenei · Checea · Chevereșu Mare · Comloșu Mare · Coșteiu · Criciova · Curtea · Darova · Denta · Dudeștii Noi · Dudeștii Vechi · Dumbrava · Dumbrăvița · Fibiș · Fârdea · Foeni · Gavojdia · Ghilad · Ghiroda · Ghizela · Giarmata · Giera · Giroc · Giulvăz · Gottlob · Iecea Mare · Jamu Mare · Jebel · Lenauheim · Liebling · Lovrin · Margina · Mașloc · Mănăștiur · Moravița · Moșnița Nouă · Nădrag · Nițchidorf · Ohaba Lungă · Orțișoara · Parța · Pădureni · Peciu Nou · Periam · Pietroasa · Pișchia · Racovița · Remetea Mare · Sacoșu Turcesc · Saravale · Satchinez · Săcălaz · Secaș · Sânandrei · Sânmihaiu Român · Sânpetru Mare · Șag · Şandra · Știuca · Teremia Mare · Tomești · Tomnatic · Topolovățu Mare · Tormac · Traian Vuia · Uivar · Valcani · Variaș · Victor Vlad Delamarina · Voiteg